# Skytrax
Skytrax è una società di ricerca britannica che opera nel campo dell'aviazione civile. Si occupa di redigere speciali classifiche dedicate alle compagnie aeree e agli aeroporti. Effettua sondaggi internazionali per individuare i migliori aeroporti, le linee aeree più efficienti, il personale di bordo e di terra più qualificato, l'intrattenimento e il catering di bordo di migliore qualità e altri elementi determinanti in un viaggio aereo. Attraverso questi elementi Skytrax vuole quindi aiutare il viaggiatore a scegliere la compagnia più consona alle proprie esigenze.
Skytrax è anche fra le più note organizzazioni del settore per l'assegnazione di riconoscimenti annuali alle varie società di volo, tra cui il World Airline Awards (Premio per la Compagnia dell'Anno).

## Classifiche
Una delle classifiche più importanti è quella riguardante il "seat pitch", cioè lo spazio tra i sedili. Skytrax ha scoperto che, indipendentemente dal tipo di aereo, la comodità può variare anche di molto.Le compagnie dove si sta più larghi sono quelle del golfo persico e del medioriente (prime fra tutte Emirates e Qatar Airways), mentre il minimo è toccato da quelle "low cost" (Spirit Airlines, Ryanair ed easyJet).
A questo aspetto dei viaggi aerei Skytrax dedica una propria divisione, la FlatSeats.com, esclusivamente dedicata ai sedili e alla comodità sugli aerei.
Le compagnie aeree analizzate vengono classificate in base a diversi parametri e poi classificate mediante un voto globale indicato con delle stelle: da un minimo di 0 (scadente) a un massimo di 5 stelle (qualità eccellente).Le società che hanno la massima votazione sono: ANA, Asiana Airlines, Cathay Pacific Airways, EVA Air, Garuda Indonesia, Hainan Airlines, Japan Airlines, Korean Air, Lufthansa, Qatar Airways  e Singapore Airlines. La compagnia con la peggiore votazione è la Air Koryo.
Oltre a pubblicare queste graduatorie, Skytrax ha un forum online dove i viaggiatori possono lasciare opinioni e commenti e assegnare voti relativi alla qualità dei servizi offerti dalle compagnie aeree e dagli aeroporti.

### Compagnie aeree dell'anno
| Anno | 1ª                 | 2ª                         | 3ª                 |
| ---- | ------------------ | -------------------------- | ------------------ |
| 2001 | Emirates           | Singapore Airlines         | Cathay Pacific     |
| 2002 | Emirates           | Cathay Pacific             | Singapore Airlines |
| 2003 | Cathay Pacific     | Emirates                   | Singapore Airlines |
| 2004 | Singapore Airlines | Emirates                   | Cathay Pacific     |
| 2005 | Cathay Pacific     | Qantas                     | Emirates           |
| 2006 | British Airways    | Qantas                     | Cathay Pacific     |
| 2007 | Singapore Airlines | Thai Airways International | Cathay Pacific     |
| 2008 | Singapore Airlines | Cathay Pacific             | Qantas             |
| 2009 | Cathay Pacific     | Singapore Airlines         | Asiana Airlines    |
| 2010 | Asiana Airlines    | Singapore Airlines         | Qatar Airways      |
| 2011 | Qatar Airways      | Singapore Airlines         | Asiana Airlines    |
| 2012 | Qatar Airways      | Asiana Airlines            | Singapore Airlines |
| 2013 | Emirates           | Qatar Airways              | Singapore Airlines |
| 2014 | Cathay Pacific     | Qatar Airways              | Singapore Airlines |
| 2015 | Qatar Airways      | Singapore Airlines         | Cathay Pacific     |
| 2016 | Emirates           | Qatar Airways              | Singapore Airlines |
| 2017 | Qatar Airways      | Singapore Airlines         | All Nippon Airways |
| 2018 | Singapore Airlines | Qatar Airways              | All Nippon Airways |
| 2019 | Qatar Airways      | Singapore Airlines         | All Nippon Airways |
| 2021 | Qatar Airways      | Singapore Airlines         | All Nippon Airways |
| 2022 | Qatar Airways      | Singapore Airlines         | Emirates           |
| 2023 | Singapore Airlines | Qatar Airways              | All Nippon Airways |

### Aeroporto dell'anno
| Anno | Oro                | Argento             | Bronzo              |
| ---- | ------------------ | ------------------- | ------------------- |
| 1999 | Amsterdam-Schiphol | —                   | —                   |
| 2000 | Singapore-Changi   | —                   | —                   |
| 2001 | Hong Kong          | Kuala Lumpur        | Singapore-Changi    |
| 2002 | Hong Kong          | Singapore-Changi    | Sydney              |
| 2003 | Hong Kong          | Singapore-Changi    | Dubai               |
| 2004 | Hong-Kong          | Singapore-Changi    | Amsterdam-Schiphol  |
| 2005 | Hong Kong          | Singapore-Changi    | Seoul-Incheon       |
| 2006 | Singapore-Changi   | Hong Kong           | Monaco di Baviera   |
| 2007 | Hong Kong          | Seoul-Incheon       | Singapore-Changi    |
| 2008 | Hong Kong          | Singapore-Changi    | Seoul-Incheon       |
| 2009 | Seoul-Incheon      | Hong Kong           | Singapore-Changi    |
| 2010 | Singapore-Changi   | Seoul-Incheon       | Hong Kong           |
| 2011 | Hong Kong          | Singapore-Changi    | Seoul-Incheon       |
| 2012 | Seoul-Incheon      | Singapore-Changi    | Hong Kong           |
| 2013 | Singapore-Changi   | Seoul-Incheon       | Amsterdam-Schiphol  |
| 2014 | Singapore-Changi   | Seoul-Incheon       | Monaco di Baviera   |
| 2015 | Singapore-Changi   | Seoul-Incheon       | Monaco di Baviera   |
| 2016 | Singapore-Changi   | Seoul-Incheon       | Monaco di Baviera   |
| 2017 | Singapore-Changi   | Tokyo International | Seoul-Incheon       |
| 2018 | Singapore-Changi   | Seoul-Incheon       | Tokyo International |
| 2019 | Singapore-Changi   | Tokyo International | Seoul-Incheon       |
| 2020 | Singapore-Changi   | Tokyo Haneda        | Doha Hamad          |
| 2021 | Doha Hamad         | Tokyo Haneda        | Singapore-Changi    |
| 2022 | Doha Hamad         | Tokyo Haneda        | Singapore-Changi    |
| 2023 | Singapore-Changi   | Doha Hamad          | Tokyo Haneda        |